# Duhonw
Duhonw est une communauté du Powys, au pays de Galles.

## Géographie
La communauté de Duhonw est située dans le sud du Powys, dans le comté historique du Radnorshire, à quelques kilomètres au sud de la ville de Builth Wells. Elle comprend les villages et hameaux de Llanddewi'r Cwm, Llangynog, Llanynis et Maesmynis.

## Démographie
Au recensement de 2011, la communauté de Duhonw comptait 294 habitants.